# Kutyahideg (film)
A Kutyahideg (eredeti cím: Eight Below) 2006-ban bemutatott amerikai egész estés családi kalandfilm, Toshiba Ishidô, Koreyoshi Kurahara, Tatsuo Nogami és Susumu Saji 1983-ban készült Antarctica című filmjének remakeje. David DiGilio forgatókönyvéből Frank Marshall rendezte, Patrick Crowley és David Hoberman produceri segédletével. Zenéjét Mark Isham szerezte. A főbb szerepekben Paul Walker, Bruce Greenwood, Moon Bloodgood és Jason Biggs látható.
Az Amerikai Egyesült Államokban 2006. február 17-én mutatta be a Walt Disney Pictures, Magyarországon DVD-n jelent meg szinkronizálva.
Általánosságban pozitív értékeléseket kapott a kritikusoktól. A Metacritic oldalán a film értékelése 64% a 100-ból, ami 31 véleményen alapul. A Rotten Tomatoeson a Kutyahideg 72%-os minősítést kapott, 152 értékelés alapján. Bevételi szempontól sikeresen teljesített, ugyanis több mint 120 millió dollárt tudott gyűjteni a 40,4 milliós költségvetésével szemben. A film az Antarktiszon játszódik, de a norvégiai Spitzbergákban, Grönlandon és Brit Columbiában forgatták.
A filmet megtörtént események ihlették.

## Cselekmény
1993-ban a Nemzeti Tudományos Alapítvány antarktiszi kutatóbázisának vezetőjét, Jerry Shepard-öt arra kérik, hogy vigye el Dr. Davis McClaren UCLA professzort a Melbourne-hegyre, egy ritka meteoritdarab megtalálása miatt, ami a Merkúrból származik. Mivel a jég vastagsága meglehetősen gyenge, a hegyre való feljutás legjobb módja a kutyaszán.
Shepard és McClaren nyolc szánhúzó kutya segítségével elérik a meteort, de a közeledő vihar miatt visszahívják őket a bázisra. A visszavezető úton McClaren lecsúszik egy töltésen, eltörik az egyik lába és beleesik a fagyos vízbe. Maya nevű kutyája segítségével Shepard kihúzza a vízből. A nyolc kutyából álló csapat a bázisra vezeti őket. Az evakuálásra kényszerített embereknek muszáj elhagyniuk a bázist, a szeretett kutyákat pedig ott kell hagyniuk azzal az ígérettel, hogy visszatérnek.
Az Amerikai Egyesült Államokban Shepard megpróbál repülőt szerezni a kutyákhoz való visszatéréshez, hogy megmentsék őket, de senki sem hajlandó finanszírozni a kockázatos expedíciót. Öt hónappal később Shepard még egy utolsó kísérletet tesz a visszatérésre. Mindenki attól tart, hogy a kutyák közül semelyik sem élte túl a hosszú időn át tartó zord időjárást, de tartoznak nekik annyival, hogy megpróbálják.
A nyolc szánhúzó kutya – Maya, öreg Jack, Max, Dewey, Buck, Truman, Picur és Árnyék – a fagyos körülmények között várja Shepard visszatérését.

## Szereplők
| Szerep             | Színész                   | Magyar hang       |
| ------------------ | ------------------------- | ----------------- |
| Jerry Shepard      | Paul Walker               | Miller Zoltán     |
| Dr. Davis McClaren | Bruce Greenwood           | Haás Vander Péter |
| Katie              | Moon Bloodgood            | Peller Anna       |
| Charlie Cooper     | Jason Biggs               | Boros Zoltán      |
| Dr. Andy Harrison  | Gerard Plunkett           | Pálfai Péter      |
| Mindo              | August Schellenberg       | Kristóf Tibor     |
| Eve McClaren       | Wendy Crewson             | N/A               |
| Rosemary Paris     | Belinda Metz              | N/A               |
| Eric McClaren      | Connor Christopher Levins | N/A               |
| Captain Lovett     | Duncan Fraser             | Kajtár Róbert     |
| Armin Butler       | Michael David Simms       | Csuha Lajos       |
| Charles Buffett    | Malcolm Stewart           | Kardos Gábor      |